# Christof Paar
Christof Paar, 2008

Link zum Bild

Christof Paar (* 18. Juli 1963 in Köln) ist ein deutscher Kryptograf. Er ist Direktor am Max-Planck-Institut für Sicherheit und Privatsphäre in Bochum und „Wissenschaftliches Mitglied“ der Max-Planck-Gesellschaft.

## Leben und Wirken
Christof Paar studierte nach einer Ausbildung zum Fernmeldemechaniker von 1984 bis 1988 Nachrichtentechnik an der Technischen Hochschule Köln, damals FH Köln. Nach seinem Zivildienst studierte er von 1989 bis 1991 Elektrotechnik mit Vertiefung in technischer Datenverarbeitung an der Universität Siegen. Seine Diplomarbeit zur aktiven Schallfeldkompensation schrieb er an der Michigan Technological University. Von 1991 bis 1994 war er Doktorand bei Han Vinck im Institut für Experimentelle Mathematik der Universität Duisburg-Essen (damals Universität Essen) und promovierte über Computerarchitekturen für Arithmetik in endlichen Körpern. Von 1995 bis 2001 war er knapp sieben Jahre lang als Assistant und später Associate Professor am Worcester Polytechnic Institute in Massachusetts tätig. Von 2001 bis 2019 war er Inhaber des Lehrstuhls für Embedded Security an der Ruhr-Universität Bochum. Seit 2019 ist er einer der beiden Gründungsdirektoren des neuen Max-Planck-Instituts für Sicherheit und Privatsphäre in Bochum. Von 2008 bis 2009 und 2014 bis 2016 arbeitete er als Research Professor an der University of Massachusetts Amherst.
Paars Forschungen beschäftigen sich mit den Ingenieuraspekten der Kryptografie. Er hat wichtige Beiträge zur effizienten Implementierung von symmetrischen und asymmetrischen Krypto-Algorithmen, zu Seitenkanalanalysen, der Sicherheit eingebetteter Systeme und Hardware-Sicherheit geliefert. 1999 rief er am WPI die CHES (Conference on Cryptographic Hardware and Embedded Systems) ins Leben, die sich zu einer der bedeutendsten internationalen Konferenzen für Kryptografie entwickelt hat. An der Ruhr-Universität baute er gemeinsam mit Hans Dobbertin das Horst-Görtz-Institut für Sicherheit in der Informationstechnik auf. Paar war auch maßgeblich am Aufbau der Bochumer Bachelor- und Master-Studiengänge auf dem Gebiet der IT-Sicherheit beteiligt. Seit 2019 ist er zusammen mit Eike Kiltz und Angela Sasse Sprecher des Exzellenzclusters „CASA - Cyber-Sicherheit im Zeitalter großskaliger Angreifer“, welches im Mai 2025 um weitere sieben Jahre bis 2032 verlängert wurde. 2003 gründete Paar zusammen mit Willi Mannheims die Escrypt GmbH, eines der ersten Unternehmen, welches industrielle Datensicherheit im Fokus hat. Seit 2012 ist die Escrypt Teil der Robert Bosch GmbH.

## Auszeichnungen und Ehrungen
- 1998 NSF CAREER Award
- 2010 Deutscher IT-Sicherheitspreis (mit Gregor Leander und Axel Poschmann) der Horst Görtz Stiftung für das Krypto-Verfahren Present[3]
- 2011 Ernennung zum IEEE Fellow des Institute of Electrical and Electronics Engineers
- 2012 Innovationspreis NRW
- 2013 DHL Innovation Award (mit Gregor Leander und Axel Poschmann)
- 2016 ERC Advanced Grant auf dem Gebiet der Hardware-Sicherheit
- 2017 IACR Fellow (International Association for Cryptologic Research)
- 2019 Aufnahme als Mitglied in die Nationale Akademie der Wissenschaften Leopoldina
- 2021 Ehrenring der Stadt Bochum[4]
- 2023 Karl Heinz Beckurts-Preis

## Schriften
- Christof Paar, Jan Pelzl: Understanding Cryptography. 1. Auflage. Springer Verlag, Berlin/Heidelberg 2010, ISBN 978-3-642-04101-3.
- Christof Paar, Jan Pelzl: Kryptographie verständlich. 1. Auflage. Springer Verlag, Berlin/Heidelberg 2016, ISBN 978-3-662-49297-0.
- PRESENT: An Ultra-Lightweight Block Cipher